# To the Moon
To The Moon es un drama psicológico y una aventura gráfica indie diseñada por Kan «Reives» Gao y desarrollada por Freebird Games para Microsoft Windows, la cual recibió su port a dispositivos móviles el 12 de mayo de 2017. Fue publicado en noviembre de 2011, aunque originalmente se publicó en el sitio web oficial del autor el 8 de septiembre y más tarde estaría disponible en Steam.

## Historia

### Sinopsis
To The Moon trata sobre dos médicos que viajan a través de los recuerdos de un moribundo para cumplir su último deseo. En el futuro, existe una nueva tecnología que permite realizar intentos de alterar la memoria del paciente para así despertar los recuerdos de cosas que en realidad no suceden. Sin embargo, puesto que estos nuevos recuerdos son permanentes, el conflicto entre ellos y el recuerdo auténtico existente causan un choque de tal manera que cesa la capacidad de la persona para funcionar correctamente. Por lo tanto, la operación sólo se hace para la gente en su lecho de muerte, para que se cumpliera lo que desearían haber hecho con sus vidas.
En esta historia encarnamos a la Dra. Eva Rosalene y el Dr. Neil Watts, de la compañía Sigmund Corp. que utiliza dicha tecnología. Esta vez, los contrata un anciano llamado "Johnny" que nos cuenta que su último deseo es «ir a la Luna». Sin embargo, por más simple que sea el deseo hay un problema... Johnny no sabe por qué. Los doctores tendrán que recorrer los recuerdos del paciente a través de los «momentos». Con cada salto a un momento importante en su mente, aprendemos más sobre el paciente y lo que lo llevó a su actual posición en la vida. Al llegar a su infancia, los doctores tratan de insertar su deseo de ir a la luna. La intención es que una vez que el deseo se implanta, la mente de Johnny va a crear recuerdos de una nueva vida basada en ese deseo, y que va a morir creyendo que vivía sin ningún remordimiento. 
Pero no todo va según lo previsto, nos encontramos con un oscuro misterio que concierne al deseo de Johnny, su pasado y su difunta esposa, River. Con el reloj haciendo tic-tac, la Dra. Eva Rosalene y el Dr. Neil Watts deberán desentrañar el complicado pasado de Johnny y hacer lo que sea para lograr enviarlo a la Luna.

### Argumento
Sigmund Corp. Utiliza una tecnología capaz de crear recuerdos artificiales. Ofrecen dichas operaciones como un servicio de "cumplimiento de deseos" para personas en su lecho de muerte. Dado que esas memorias artificiales entran en conflicto con los recuerdos reales del paciente, realizar el procedimiento es únicamente legal con personas a quienes no les queda mucho tiempo de vida.
La Dra. Eva Rosalene y el Dr. Neil Watts reciben la tarea de cumplir el sueño de toda la vida del moribundo Johnny Wyles. Johnny quiere ir a la Luna, aunque no sabe por qué. Los doctores se insertan a sí mismos en un compilado interactivo de sus memorias y viajan hacia atrás a lo largo de su vida por medio de sus recuerdos. Con cada salto a un momento importante de la vida de Johnny, aprenden más sobre él y sobre los motivos que lo llevaron a su posición actual en la vida, incluido su matrimonio largamente infeliz con el amor de su infancia, River. Al llegar a su infancia, los doctores intentan insertar su deseo de ir a la Luna. En teoría, la mente de Johnny crearía nuevos recuerdos basándose en aquel deseo, y Johnny moriría creyendo que había vivido sin remordimientos y cumpliendo su sueño.
Sin embargo, la mente de Johnny no crea las nuevas memorias como se había planeado. El Dr. Watts y la Dra. Rosalene deben resolver el problema para cumplir el agónico deseo de Johnny de ir a la Luna. Finalmente, se revela que Johnny y River se habían conocido de niños en una feria. Miraron el cielo nocturno e hicieron una constelación: un conejo con la Luna como su barriga. Los dos acordaron encontrarse en el mismo lugar dentro de un año, con Johnny prometiendo que, si se olvidaba o se perdía, los dos iban a "reencontrarse en la Luna". Esa noche, Johnny le da a River un ornitorrinco de juguete, el cual ella atesora por el resto de su vida.
Poco después, el hermano gemelo de Johnny, Joey, muere en un accidente. Para evitar que el trágico evento le causara un trauma, la madre de Johnny le dio beta bloqueadores para inducirle pérdida de la memoria, lo que también provocó que olvidara su primer encuentro con River. Johnny terminó encontrándola de nuevo y eventualmente casándose con ella, y River sólo después se dio cuenta de que él había olvidado su encuentro en la feria (Johnny le había confesado que se había acercado a ella en la escuela porque la veía diferente, y le reveló que, para él, ese había sido su primer encuentro). River, a quien de adulta se le diagnosticó síndrome de Asperger (aunque nunca se mencionó directamente, el juego cita referencias de Tony Attwood, quien escribió numerosos libros sobre el trastorno), no le contó directamente a Johnny sobre su primer encuentro; en lugar de eso, trató de desencadenar sus recuerdos cortándose el cabello y haciendo conejitos de papel, incluyendo uno de dos colores que representaba la constelación que habían formado en su primer encuentro, combinado con el vestido azul y amarillo que usó en su boda. River fue incapaz de hacer que Johnny recordara antes de morir, y Johnny quedó con una culpa persistente y un deseo inexplicable de ir a la Luna.
En el presente, Rosalene y Watts eventualmente implantan una secuencia de memoria en la que Joey no murió, y vivió para convertirse en un autor famoso, y Johhny no volvió a ver a River hasta que comenzaron a trabajar juntos en la NASA. Mientras el Johnny real, en estado de coma, comienza a morir, se imagina yendo en una misión a la Luna con River. Durante el lanzamiento, River le da la mano. La Luna se hace visible por la ventana de la nave, y Johnny le toma la mano a medida que la línea de su monitor de signos vitales se vuelve plana. En el epílogo, Johnny y River se casan, construyen y se jubilan en la misma casa en la que Johnny y River vivieron en la vida real. También, en los nuevos recuerdos, Joey era parte de la vida de Johnny, presenciando su boda, sus reuniones con amigos y hasta ayudándolo a construir la casa. Rosalene y Watts, de vuelta en el mundo real, miran la tumba de Johnny, que está ubicada junto a la de River. Revelan a la audiencia que Johnny dejó en su testamento que la casa sería para su cuidadora, Lily. Rosalene recibe una llamada telefónica, y ambos parten a atender a su siguiente paciente. Mientras se está yendo, Watts se detiene y la pantalla muestra un breve destello rojo, de la misma manera que cuando Johnny sentía dolor. Watts toma unos analgésicos, y luego sigue a Rosalene a su próxima aventura.

## Banda sonora
La banda sonora de To The Moon recibió críticas positivas. Entre los destacados, está "Everything's Alright" compuesto por Laura Shigihara y el resto por Kan Gao. Fue publicada el 4 de noviembre de 2011 en Bandcamp, y está compuesta de 31 canciones con una duración total de 53:05 minutos.
1. "To The Moon - Main Theme" [04:56]
2. "Between a Squirrel and a Tree" [01:18]
3. "Spiral of Secrets" [01:06]
4. "For River - Piano (Sarah & Tommy's Version)" [02:58]
5. "Bestest Detectives in the World" [01:15]
6. "Too Bad So Sad" [00:08]
7. "Teddy" [00:42]
8. "Uncharted Realms" [01:08]
9. "Having Lived" [01:21]
10. "Moonwisher" [02:10]
11. "Born a Stranger" [01:41]
12. "For River - Piano (Johnny's Version)" [01:39]
13. "Lament of a Stranger" [01:05]
14. "Everything's Alright (Music Box)" [00:40]
15. "Moongazer" [02:15]
16. "Anya by the Stars" [02:15]
17. "Take Me Anywhere" [00:59]
18. "Warning (AKA best track ever)" [00:09]
19. "Beta-B" [01:06]
20. "World's Smallest Ferris Wheel" [00:35]
21. "Once Upon a Memory" [02:25]
22. "Once Upon a Memory (Piano)" [01:35]
23. "Laura Shigihara - Everything's Alright" [03:25]
24. "Everything's Alright (Reprise)" [00:58]
25. "Tomorrow" [02:10]
26. "Launch" [01:57]
27. "To the Moon - Piano (Ending Version)" [05:15]
28. "Eva's Ringtone" [00:04]
29. "Trailer Theme - Part 1" [01:43]
30. "Trailer Theme - Part 2 (feat. Laura Shigihara)" [01:49]
31. "Trailer Theme - Part 2 (Instrumental)" [02:00]

## Recepción
To The Moon ha recibido críticas positivas en general en cuanto a su historia y música. El juego tiene una calificación promedio de 81 sobre 100 en Metacritic y el 81,53% en GamesRanking.
En los premios "Juego del año" de GameSpot de 2011, To The Moon obtuvo el premio a "Mejor historia", ganándole a Catherine, Ghost Trick: Phantom Detective, Portal 2 y Xenoblade Chronicles. To The Moon también fue nominada en las categorías de "Mejor música", "Momento más memorable", "Mejor escritura/diálogo", "Mejor final" y "Canción del año".

## Secuela
El 22 de agosto de 2012 Freebird Games anunció una segunda entrega de la serie To The Moon. Se tratará de un nuevo paciente, sin embargo, algunas caras conocidas volverán, como el Dr. Watts y la Dra. Rosalene. También anunciaron otra historia corta de la serie que se publicó antes de la secuela real, que puede ser visto como un preludio para el segundo episodio. El título del cuento es A Bird Story El juego fue lanzado el 7 de noviembre de 2014.

## Curiosidades
- El nombre de la compañía ficticia Sigmund Corps. es una referencia al médico y psicoanalista Sigmund Freud, por sus descubrimientos acerca de la interpretación de los sueños.